# Cyperus schweinfurthii
Cyperus schweinfurthii là loài thực vật có hoa trong họ Cói. Loài này được (Chiov.) Kük. mô tả khoa học đầu tiên năm 1936.